# G. S. Sachdev

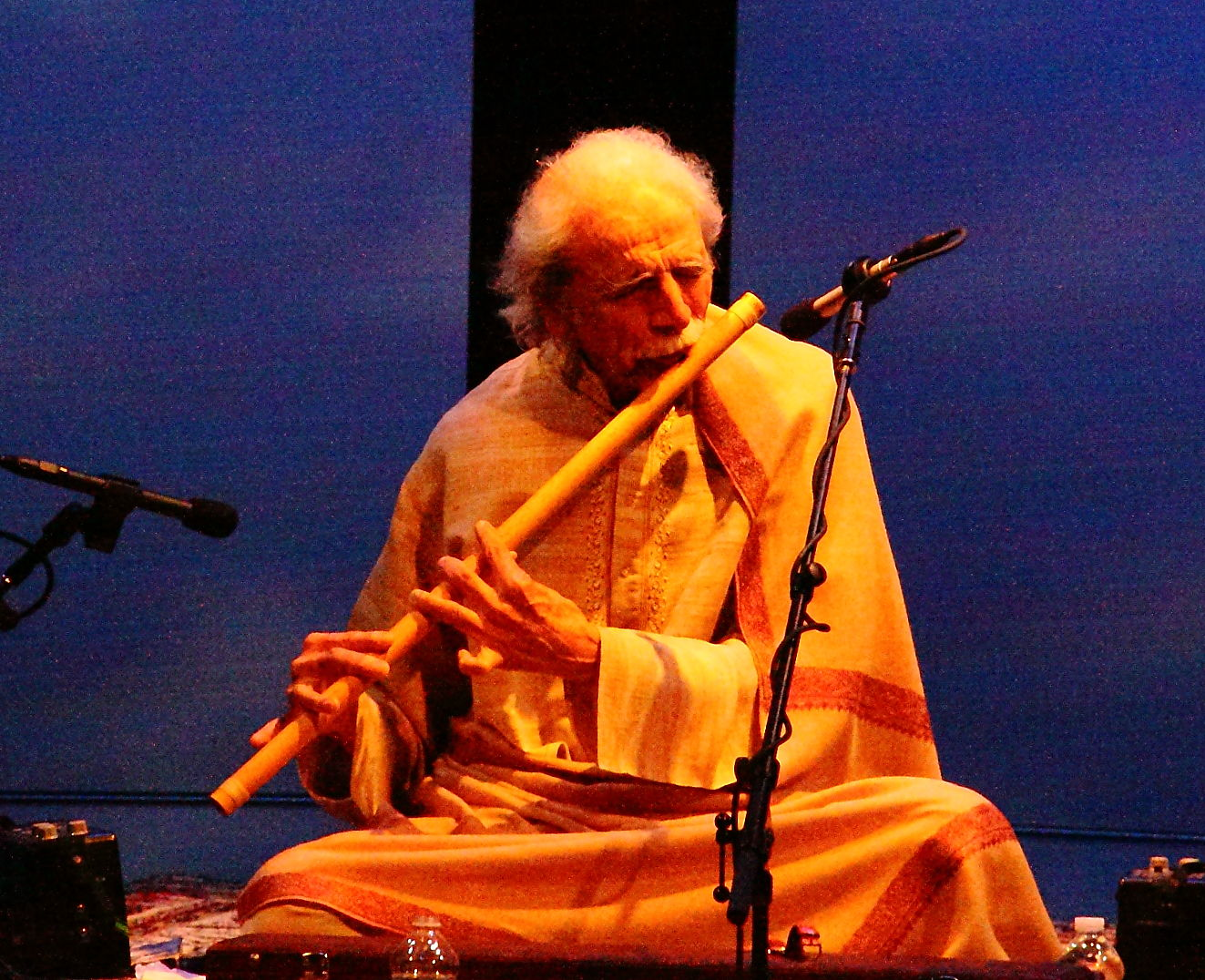
G. S. Sachdev, 2013

Gurbachan Singh Sachdev (Hindi गुरबचन सिंह सचदेव; * 1935 in Chandigarh; † 24. Juni 2018), auch bekannt als G. S. Sachdev, war ein indischer Flötist und Musikpädagoge.

## Leben
Sachdev begann im Alter von vierzehn Jahren, die indische Bambusquerflöte Bansuri zu spielen. Über zwölf Jahre war sein Lehrer Vijay Raghav Rao. Außerdem studierte er auch bei Ali Akbar Khan und Ravi Shankar. Mit Rao ging er nach Bombay und arbeitete dort als Musiker in der Filmindustrie.
Ende der 1960er Jahre zog Sachdev nach San Rafael in Kalifornien. Hier unterrichtete er bis 1976 am Ali Akbar College of Music; in Berkeley gründete er die Bansuri School of Music. In Colorado gab er ein Konzert mit dem Tablameister Zakir Hussain, nach dessen großem Erfolg er sich entschloss, seine Lehrtätigkeit aufzugeben und sich ganz auf seine Konzerttourneen zu konzentrieren.
In den folgenden Jahrzehnten unternahm Sachdev Tourneen durch Nord- und Südamerika, die Karibik und Europa. Zu seinen musikalischen Begleitern zählten neben Zakir Hussain auch Swapan Chaudhuri und Jnan Ghosh und seine Schüler Elb Sauders und Gay Kagy. 1991 war er Gast des Composer-to-Composer Festival in Telluride und trat dort u. a. mit Alan Hovhaness, Janice Giteck, Pamela Z, Tom Zé, Paul Dresher und Louis Andriessen auf. Beim Other Minds Festival in San Francisco 2012 waren seine musikalischen Partner die klassischen Blockflötistinnen Michala Petri und Anna Petrini sowie Dohee Lee, Meredith Monk und Craig Taborn. Auf den Bahamas gründete Sachdev das jährliche Sivananda Classical Indian Music Festival.

## Diskographie
- Raga Bhupali (1975)
- Bansuri – The Indian Flute (1976)
- Live In New York Cathedral Of St.John The Divine (1979)
- Romantic Ragas (1981)
- Memories (1981)
- Incantations (1983)
- Full Moon (1987)
- Master Of The Bamboo Flute, Volume II (1989)
- Flights Of Improvisation (1993)
- Classical North Indian Ragas (1994)
- Amar Sangit (1996)
- Jasmine Nights (1998)
- Aradhana (2000)
- Whisper (2006)